# Đạo Đông Thư Viện
Đạo Đông Thư Viện (tiếng Trung: 道東書院; bính âm: Dàodōng Shūyuàn) là một học viện cũ trước đây trong thời Đài Loan dưới sự cai trị của nhà Thanh tại Hòa Mỹ, Chương Hóa, Đài Loan.

## Lịch sử
Thư viện được thành lập vào năm 1857. Hiện tại, nó đang được cải tạo lại; các cọc và cột đã được thay mới và phục hồi giống như bản gốc.

## Kiến trúc

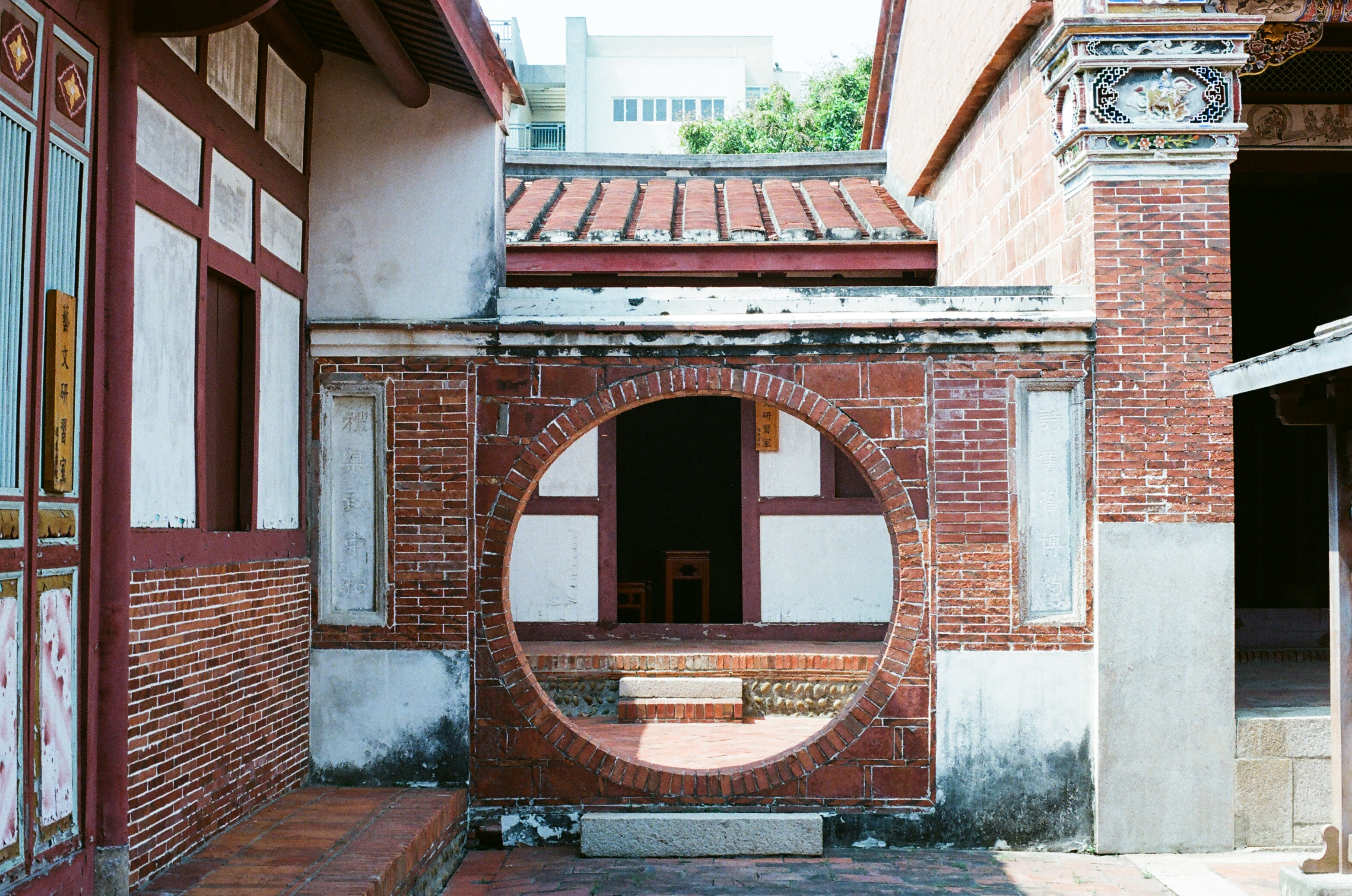
Cửa Tây của Đạo Đông Thư Viện

Thư viện bao gồm thư phòng chính, cửa Đông, cửa Tây và sân vườn. Thư phòng chính thờ Chu Wen-kung và Kuei Hsing; cửa Đông thờ những người đã góp phần xây dựng nên đền; và cửa Tây thờ Thổ Địa.